# Ungheria Settentrionale
L'Ungheria Settentrionale (in ungherese: Észak-Magyarország) è una regione dell'Ungheria.
La regione è costituita dalle contee di:
- Borsod-Abaúj-Zemplén,
- Heves,
- Nógrád.

Questo raggruppamento è usato per fini statistici dall'Unione Europea (Eurostat) come raggruppamento di livello 2 (NUTS 2).